# IC 7
IC 7 — галактика типу E? (еліптична галактика) у сузір'ї Риби.
Цей об'єкт міститься в оригінальній редакції індексного каталогу.